# Clube alpino francês

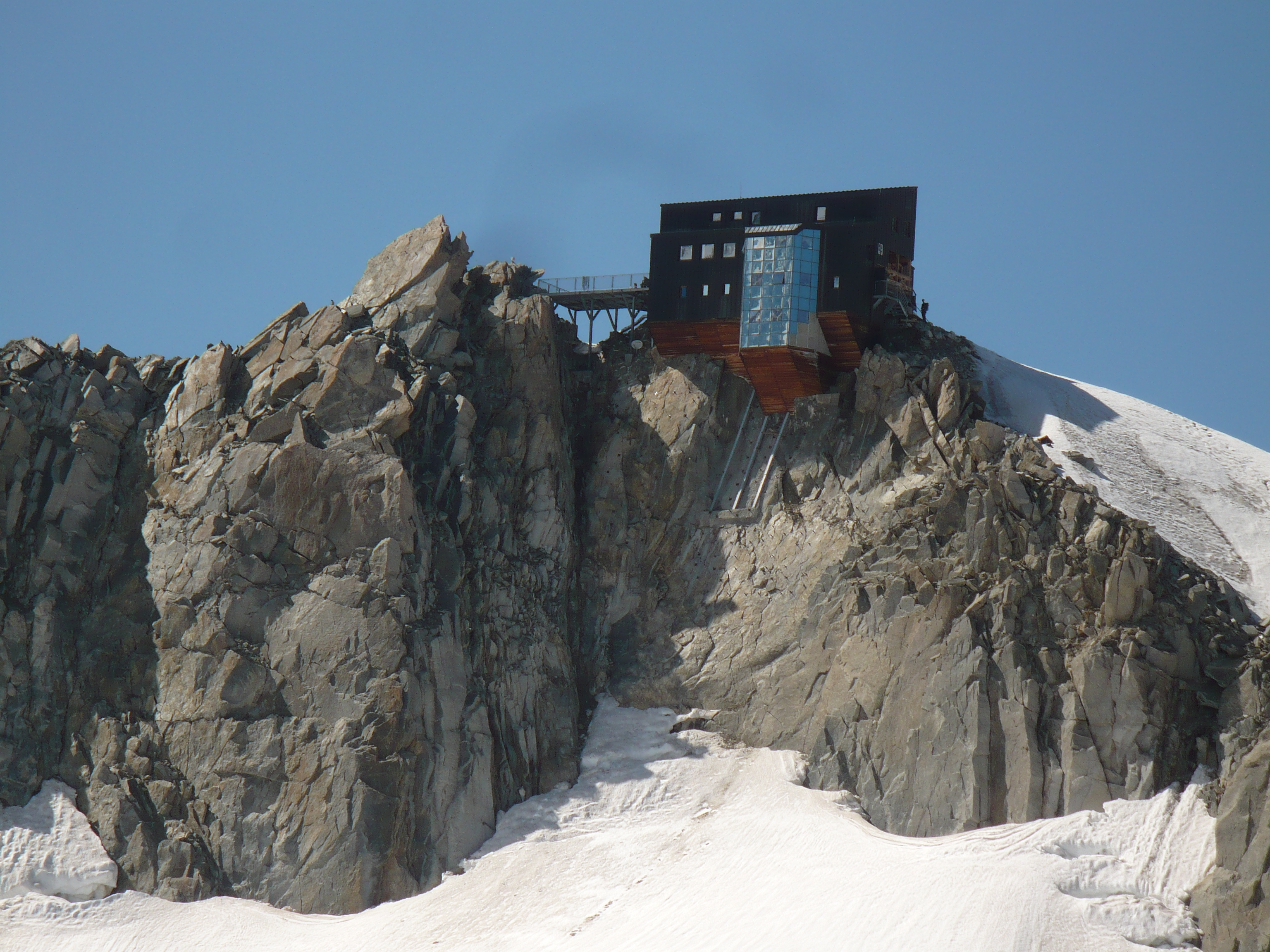
O refúgio dos Cósmicos

A Federação Francesa dos Clubes Alpinos e de Montanha (em francês:  Fédération française des clubs alpins et de montagne; FFCAM) é uma federação de clubes com o objectivo de promover o montanhismo. É tradicionalmente conhecida por seu nome histórico Clube alpino francês (em francês:  Club alpin français; CAF).

## História
O CAF foi fundado em 1874 e reconhecido pelo estado francês como de utilidade pública em 1882, e tornou-se uma federação em 1996 com o nome de Fédération des Clubs alpins français. O nome actual só entrou em vigor depois do 5o congresso da então FCAF realizada em Janeiro de 2005 em Chambéry, que se tornou uma federação desportiva reagrupando mais de 285 clubes.

## Missão
Favorecendo todas as práticas desportivas relacionadas com a montanha, abrange tanto o  montanhismo (como  o alpinismo, escalada, etc.) como o esqui (como o esqui alpino, esqui de fundo etc,), como a espeleologia, etc. Todas as suas actividades são devidamente enquadradas dentro do respectivo clube por pessoal qualificado, os monitores tanto benévolos como profissionais que para obterem o título de monitores têm de passas provas no terreno e exames reconhecidos pelo estado francês.

## Refúgios
A FFCAM também tem por missão gerir e assegurar a manutenção de 380 refúgio de montanha e chalets repartidos pelo maciço montanhoso francês e que constituem a base da descoberta da natureza e de todas as praticas do desporto na montanha .

## CAA
Este clube é um dos membros dos Clubes do Arco Alpino (CAA) que  foi fundado a 18 de Novembro de 1995 em Schaan no Liechtenstein.